# Пучков, Виктор Иванович
Ви́ктор Ива́нович Пучко́в (род. 10 сентября 1944, Серов, Свердловская область, РСФСР, СССР) — советский хоккеист, вратарь. Чемпион мира (1969). Мастер спорта международного класса.

## Спортивная биография
Виктор Пучков родился в Серове. Виктор Иванович спортом начал заниматься под руководством заслуженного тренера РСФСР Льва Павловича Моисеева. С 1960 по 1964 год выступал за «Труд» (Серов). С 1964 — в свердловской команде мастеров «Спартак» (Свердловск). В 1969 году вошёл в список 34 лучших хоккеистов сезона. Отыграл за «Автомобилист» 13 сезонов (1963—1976) и провёл 137 матчей в высшей лиге. Виктор Пучков — первый игрок, попавший в сборную СССР непосредственно из «Автомобилиста». Чемпион мира 1969 года. Всего за сборную СССР отыграл 5 матчей.

## Достижения
- Чемпион мира по хоккею с шайбой: 1969.
- Чемпион Зимней Универсиады: 1972.
- Серебряный призёр Зимней Универсиады: 1970.